# US-amerikanische Badmintonmeisterschaft 1975
Die US-amerikanische Badmintonmeisterschaft 1975 fand Anfang April 1975 in Waukesha, Wisconsin, statt.

## Medaillengewinner
| Disziplin    | Gold                        | Silber                      | Bronze                            |
| ------------ | --------------------------- | --------------------------- | --------------------------------- |
| Herreneinzel | Mike Adams                  | Gary Higgins                | Chris Kinard                      |
| Herreneinzel | Mike Adams                  | Gary Higgins                | Charles Coakley                   |
| Dameneinzel  | Judianne Kelly              | Cindy Baker                 | Madalene Steinbroner              |
| Dameneinzel  | Judianne Kelly              | Cindy Baker                 | Diane Hales                       |
| Herrendoppel | Don Paup Jim Poole          | Dave Ogata Mike Walker      | Chris Kinard Charles Coakley      |
| Herrendoppel | Don Paup Jim Poole          | Dave Ogata Mike Walker      | Thomas Carmichael Mike Adams      |
| Damendoppel  | Diane Hales Carlene Starkey | Judianne Kelly Rosine Lemon | Ethel Marshall Rosemarie McGuire  |
| Damendoppel  | Diane Hales Carlene Starkey | Judianne Kelly Rosine Lemon | Madalene Steinbroner Traci Gaines |
| Mixed        | Mike Walker Judianne Kelly  | Don Paup Rosine Lemon       | Charles Coakley Carlene Starkey   |
| Mixed        | Mike Walker Judianne Kelly  | Don Paup Rosine Lemon       | Jim Poole Janice Wilts            |